# Downbeat
Downbeat ili downtempo je naziv za opušteni žanr elektroničke glazbe. Često se downbeat predstavlja kao chill-out glazba, ali on u sebi osim chill-out glazbe uključuje i druge žanrove poput duba, trip hopa i lounge glazbe. Downbeat je nadređeni pojam ovima i povezuje te žanrove.
Downbeat koristi elemente duba, hip hopa, jazza, funka, soula, drum 'n' bassa, aimbienta, bossa nove i pop glazbe i često se zamjenjuje s bliskim žanorvima poput IDMa, trip hopa, i acid jazza.

## Glazbene datoteke
Datoteka:Wickethewok - Deepecho.ogg

## Vanjske poveznice
- Calmscape, the Chillout Lounge.
- Groovera.  Arhivirana inačica izvorne stranice od 5. srpnja 2020. (Wayback Machine)